# Tyshawn Sorey
Tyshawn Sorey (Newark (New Jersey), 8 juli 1980) is een Amerikaanse jazzmuzikant (drums, piano), componist en muziekpedagoog.

## Biografie
Sorey groeide op in Newark en studeerde aan de William Paterson University en de Wesleyan University bij o.a. Anthony Braxton en Jay Hoggard. Sinds begin jaren 2000 is hij actief in het New Yorkse jazzcircuit en werkt hij als muziekpedagoog aan de School for Improvisational Music en aan The New School. Naast zijn eigen projecten speelde Sorey met Steve Lehman (Demian as Posthuman, 2005), in het trio Fieldwork met Steve Lehman en Vijay Iyer, in Nomad-ensemble van Dave Douglas en in de Steve Coleman-band Five Elements, verder in een trio met Pete Robbins en Mario Pavone, in het Interstellar Duo #2 met de fluitist Ras Moshe en met Angelika Niescier en Johannes Lauer. 
In 2007 verscheen zijn debuutalbum/dubbel-cd That/Not. Als geletterd klassiek trombonist geeft hij ook soloconcerten op de piano en is hij voor verschillende ensembles actief als componist. Hij trad bovendien op met Wadada Leo Smith, Misha Mengelberg, Anthony Braxton, Pascal Niggenkemper, Alexandra Grimal, Timuçin Şahin en Vijay Iyer.

## Onderscheidingen
In 2015 won hij de DownBeat criticipoll in de categorie «Rising Star». In 2017 kreeg Sorey een MacArthur Fellowship, in 2018 de United States Artists Fellowship.

## Discografie
- 2002: Child Real Eyes (Vidatone Records) met Andre Vida und Anthony Braxton
- 2003: Blood Sutra (Pi Recordings) met Vijay Iyer
- 2003: Juncture (Pi Recordings)
- 2004: Configuration (Silkheart Records) mit Billy Bang und Sirone
- 2005: Beauty Under Construction (Konnex Records) met Werner Klausnitzer
- 2005: Demian as Posthuman (Pi Recordings) met Steve Lehman
- 2005: Conspiracy for Positivity (Blue Ark Records) met Radam Schwartz
- 2007: Fieldwork: Door (Pi Recordings) met Vijay Iyer en Steve Lehman
- 2007: Conduction/Induction (Rai Trade) met Butch Morris
- 2007: On Meaning (Pi Recordings) met Steve Lehman
- 2007: That/Not (Firehouse 12 Records met Thomas Morgan
- 2008: Between Shadow and Space (Clean Feed Records) met Michael Dessen
- 2008: Consequences (Posi-Tone Records) met John Escreet
- 2008: Modes Of Limited Transcendence (Simp Records) met Gene Ess
- 2008: Pasàpas (Konnex Records) met Pascal Niggenkemper Trio
- 2008: Do The Hate Laugh Shimmy (Frash Sound Records) met Pete Robbins
- 2009: Pieces Of Old Sky (Clean Feed) met Samuel Blaser
- 2009: The Winding Shell (Off Records) met Jesse Elder
- 2009: Koan (482 Music)
- 2009: Travail, Transformation, and Flow (Pi Recordings) met Steve Lehman
- 2010: "Harvesting Semblances and Affinities" (Pi Recordings) met Steve Coleman and Five Elements
- 2010: Antagonisti Androgeni (Ruby Flower Records) met Biagio Coppa
- 2010: Paradoxical Frog (Clean Feed) met Kris Davis en Ingrid Laubrock
- 2010: Konstanz Suite (Jazzwerkstatt) met Johannes Lauer
- 2010: siLENT Z Live: Hate Laugh Music met Pete Robbins
- 2010: Urban Creatures (JazzHausMusik met Pascal Niggenkemper Trio
- 2011: Oblique-1 (Pi Recordings)
- 2014: In the Hall of Mirrors (Tzadik) met John Zorn
- 2016: The Inner Spectrum of Variables met Cory Smythe, Christopher Tordini, Chern Hwei Fung, Kyle Armbrust, Rubin Kodheli
- 2017: Verisimilitude
- 2018: Pillars (Firehouse 12)
- 2019: Tyshawn Sorey/Marilyn Crispell: The Adornment of Time (Pi Recordings)
- 2019: Brad Barrett / Joe Morris / Tyshawn Sorey: Cowboy Transfiguration (Fundacja S uchaj)
- 2020: Jen Curtis / Tyshawn Sorey: Invisible Ritual (Tundra)
- 2020: Mike Sopko, Bill Laswell, Tyshawn Sorey: On Common Ground (M.O.D Reloaded)
- 2021: Tyshawn Sorey, Alarm Will Sound: For George Lewis (Cantaloupe)
- 2022: Mesmerism (Yeros7)
- 2022: The Off Off Broadway Guide To Synergism (Pi Recordings)
- 2022: David Liebman / Adam Rudolph / Tyshawn Sorey: New Now (META Records)
- 2023: Continuing (Pi Recordings)
- 2024: The Susceptible Now (Pi Recordings)

- Bibsys: 1498562805206
- Bibliothèque nationale de France: cb159757407 (data)
- Gemeinsame Normdatei: 1017709254
- International Standard Name Identifier: 0000 0000 7851 5371
- Library of Congress Control Number: no2009126396
- MusicBrainz: 25bb66e5-5010-44de-ac1f-7c431e124eeb
- Réseau des bibliothèques de Suisse occidentale: 02-A011808649
- Système universitaire de documentation: 152278613
- Virtual International Authority File: 79236165
- WorldCat: E39PBJf8yqhxB8mYg8G3p3JVYP